# Roger Ier de Carcassonne
Pour les articles homonymes, voir Roger Ier.
Roger Ier de Carcassonne, dit aussi Roger le Vieux, fut comte de Carcassonne, du Razès, de Couserans, de Comminges et seigneur de Foix, approximativement de la fin des années 950 à 1012.

## Biographie
Roger est le fils d'un comte Arnaud et probablement de son épouse Arsinde. On suppose que cet Arnaud pourrait être issu de l'entourage des ducs d'Aquitaine, mais il n'existe aucune certitude à ce propos. Arsinde appartiendrait à la famille comtale de Toulouse.
Dominant les comtés du Carcassès et du Razès, il étendit notablement ses possessions sur tout le sud du comté de Toulouse (partie laissée en héritage à son fils Bernard Roger, à l'origine du comté de Foix), le tiers du comté de Comminges, le Volvestre, en Couserans, sur le Quercorb ainsi que sur Minerve et l'abbaye de Caunes. Il fut en conflit avec le comte de Toulouse et le comte de Cerdagne et de Besalú Oliba Cabreta, contre lesquels il remporta deux victoires militaires, bien qu'il dût abandonner définitivement à ce dernier sa suzeraineté sur tout le sud du comté de Razès : Pays de Sault, Donezan, Capcir et Fenouillèdes.

## Enfants
De son mariage avec Adélaïde, attestée à ses côtés pour la première fois en avril 970, il eut au moins quatre enfants :
- Raymond Roger de Carcassonne (mort avant son père) ;
- Pierre Roger de Carcassonne, évêque de Gérone ;
- Bernard Roger de Foix ;
- Ermessende de Carcassonne, épouse de Raimond Borrell, comte de Barcelone;